# Hall d'assemblage
En astronautique, un hall d'assemblage ou une halle d'assemblage, en anglais : assembly building, est un bâtiment destiné à la préparation, à l'assemblage et à certaines vérifications des différents étages d'un lanceur ou d'une fusée-sonde avant leur transport sur l'aire de lancement.

## Galerie

Hall d'assemblage de la navette spatiale Atlantis
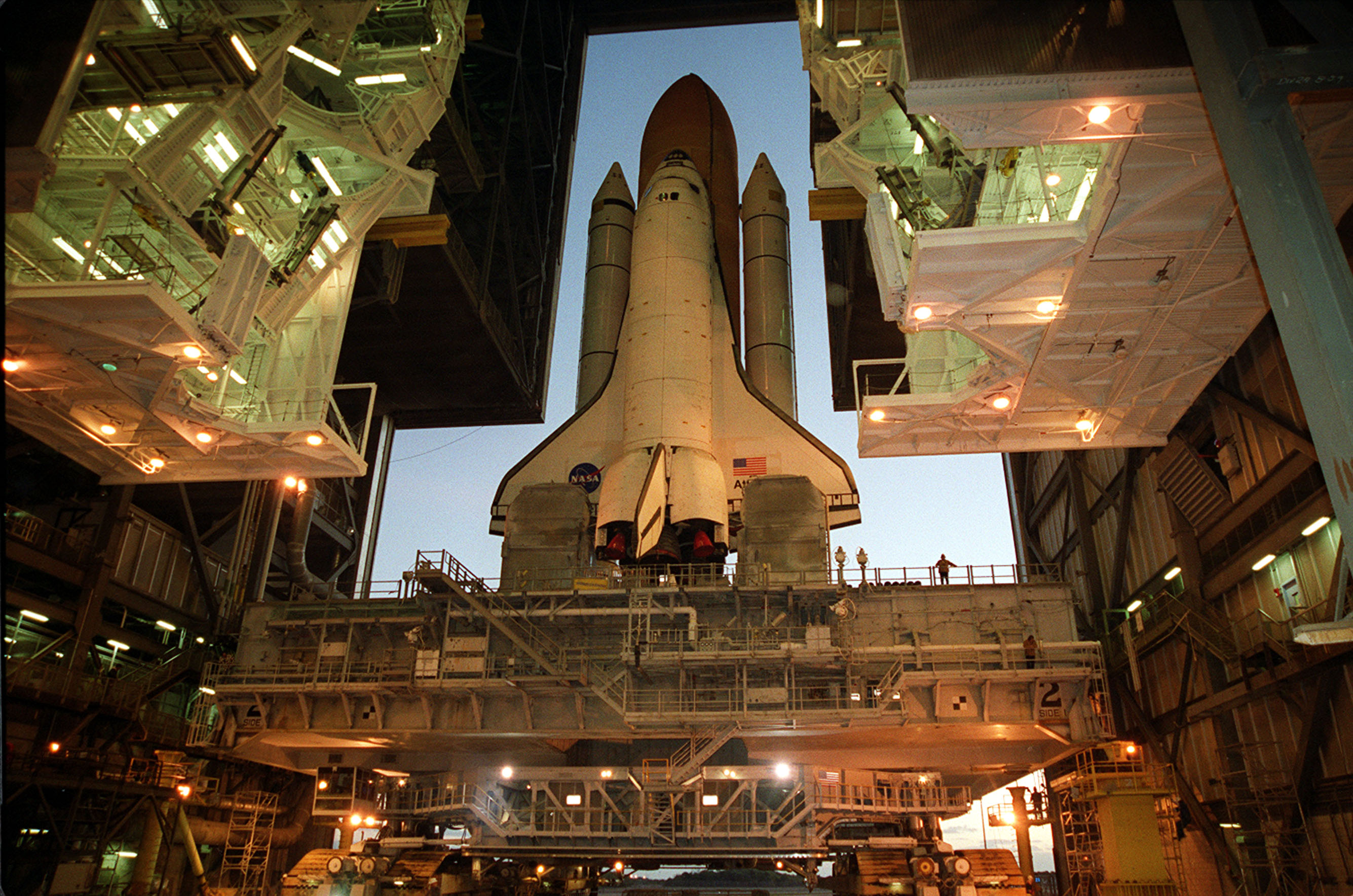
Navette spatiale Atlantis, mission STS 98, dans son hall d'assemblage.
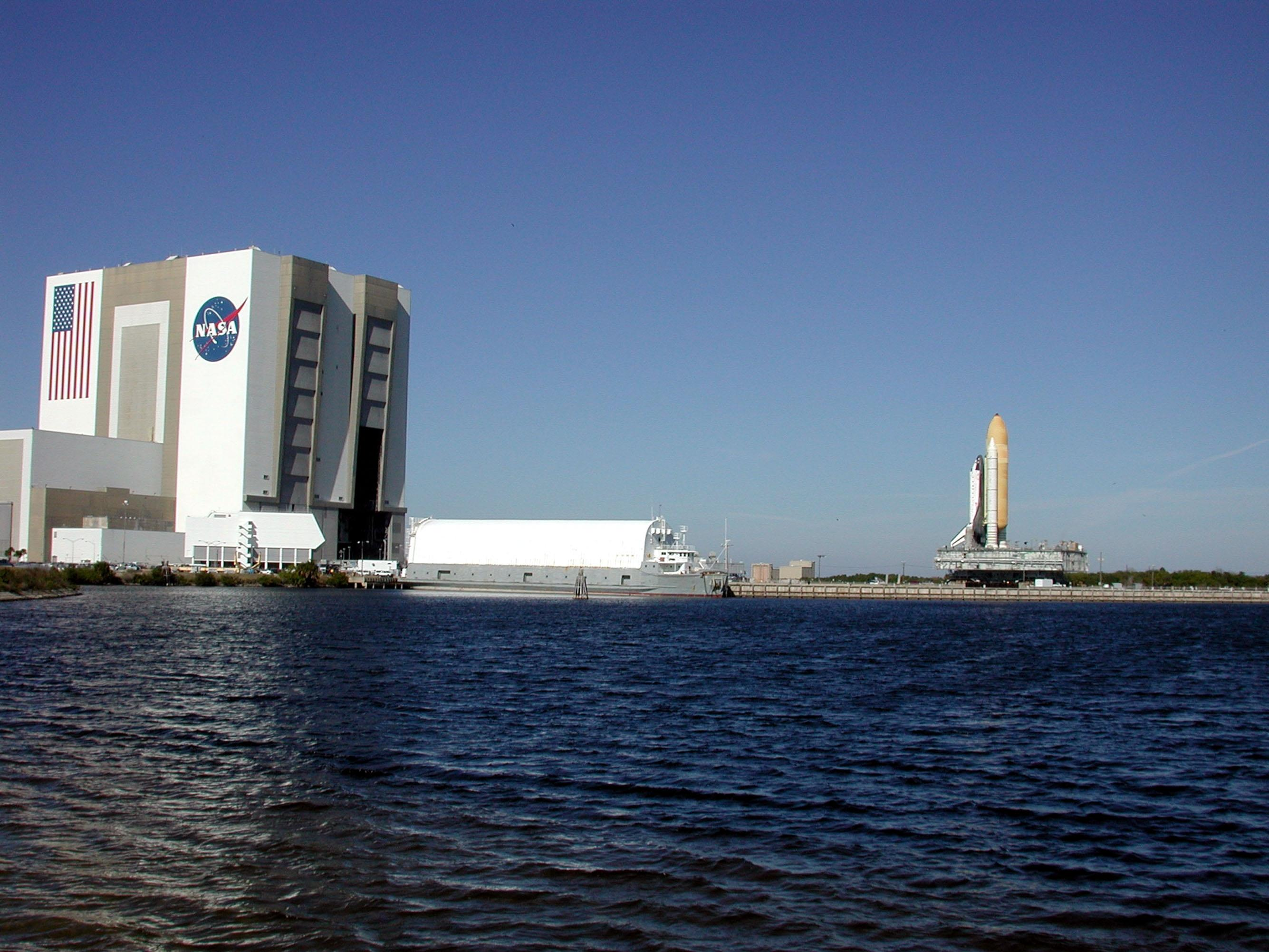
Navette spatiale Atlantis, mission STS 98, sortant de son hall d'assemblage, et se dirigeant vers son aire de lancement.